# Martha (Taube)

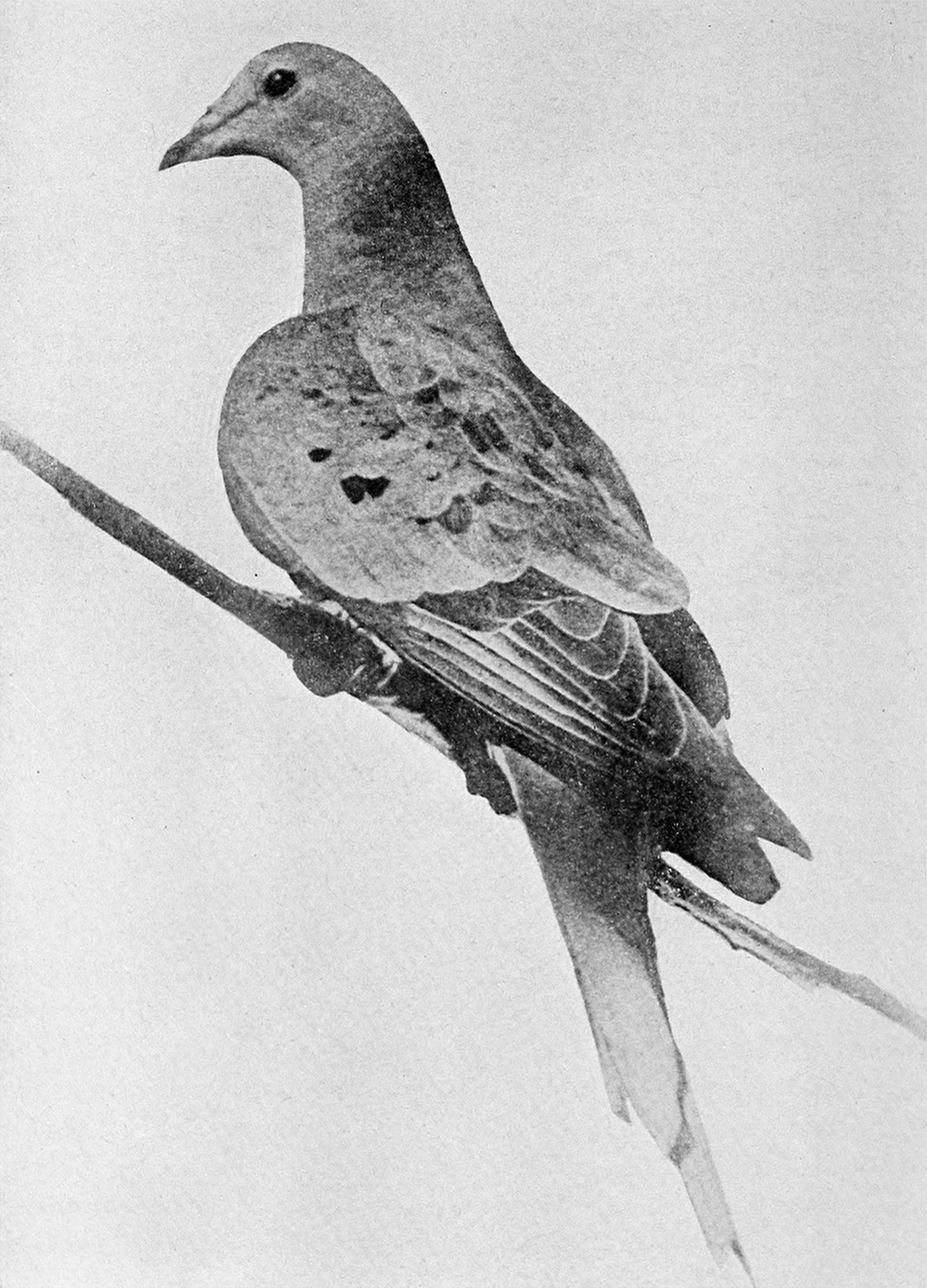
Martha, die letzte Wandertaube, fotografiert von Enno Meyer

Martha († 1. September 1914 im Zoo von Cincinnati, Ohio) war die letzte lebende Wandertaube, ein sogenannter Endling. Sie erhielt ihren Namen zu Ehren der ersten US-amerikanischen First Lady, Martha Washington.
1857 versuchte man, die Wandertauben Ohios unter Schutz zu stellen. Der Senat des Staates war aber der Meinung, Wandertauben seien nicht vom Aussterben bedroht. So wurde den Wandertauben weiter nachgestellt, bis 1914 mit „Martha“ nur noch ein Exemplar der Art lebte.
Nach ihrem Tod im Zoo von Cincinnati im Alter von 29 Jahren wurde Martha eingefroren und dem Smithsonian Institut zugesandt, wo sie präpariert und ausgestellt wurde.
In ihrem Gedicht Dem ehemals häufigsten Vogel der Welt gedenkt die Lyrikerin Silke Scheuermann der gestorbenen Martha.
In ihrem Roman Wer ist Martha? erzählt Marjana Gaponenko die Geschichte des sterbenskranken Ornithologen Luka Lewadski, der am 1. September 1914 geboren wurde, an jenem Tag, an dem Martha starb.